# Luzula racemosa
Luzula racemosa là một loài thực vật có hoa trong họ Juncaceae. Loài này được Desv. mô tả khoa học đầu tiên năm 1808.